# Cayo Culebra (Honduras)
Cayo Culebra es el nombre de una pequeña isla caribeña que forma parte del archipiélago de los Cayos Cochinos en el país centroamericano de Honduras, administrativamente hace parte del único departamento insular de esa nación, Islas de la Bahía. Posee una superficie estimada en 12,5 acres, equivalentes a 4,85 hectáreas o 0,04 km². En 2006 la televisión italiana grabó un "reality Show" («La isla de los famosos») en la pequeña isla.